# Reina Lewis
 (novembre 2017).
Si vous disposez d'ouvrages ou d'articles de référence ou si vous connaissez des sites web de qualité traitant du thème abordé ici, merci de compléter l'article en donnant les références utiles à sa vérifiabilité et en les liant à la section « Notes et références ».
Reina Lewis, née en 1963, est une historienne de l'art et féministe contemporaine, professeur à l'université des arts de Londres.
Elle est l'auteur de plusieurs ouvrages sur les peintres orientalistes, l'orientalisme et ses thèmes et le rôle des femmes dans ce mouvement artistique. Elle est également professeur à l'University of East London. Reina Lewis critique les modes de représentations des femmes dans l'orientalisme et interroge ses apports politiques.
Ses travaux se situent à l'intersection des études sur le genre, la sexualité et les études post-coloniales.
Dans le Feminist postcolonial theory, elle démontre les rapports entre le féminisme et le post-colonialisme. Cette étude s'inscrit ainsi dans le domaine récent du féminisme postcolonial.  

## Publications
- Gender, modernity and liberty. Middle Eastern and Western women's writings, a critical sourcebook, (éd.) Reina Lewis and Nancy Micklewright, London, I.B. Tauris, 2006.
- Rethinking orientalism : women, travel and the Ottoman harem, I. B. Tauris, 2004.
- Feminist postcolonial theory. A reader, (éd.) Reina Lewis and Sara Mills, Taylor & Francis, 2003
- Gendering Orientalism. Race, Feminity, and Representation, Routledge, 1996.